# Faruh Abitov
Faruh Abitov (in kirghiso Фарух Абитов?; 12 aprile 1988) è un ex calciatore kirghiso, di ruolo difensore.